# Jennie George
Jennie George (née Eugenie Sinicky le 28 août 1947) est une femme politique australienne, ancienne membre du Parti travailliste australien à la Chambre des représentants de novembre 2001 à juillet 2010, représentant la circonscription de Throsby, en Nouvelle-Galles du Sud. Elle est la première femme élue à la direction du Conseil australien des syndicats (ACTU) et la première femme à devenir présidente de l'ACTU.

## Jeunesse
Mme George naît en 1947 et passe ses trois premières années dans un camp de réfugiés à Trani, en Italie, où ses parents Oleg et Natasha Sinicky étaient des personnes déplacées de l'Union soviétique. Elle est arrivée en Australie en 1950 avec ses parents et sa grand-mère maternelle, Xenia,.
Oleg et Natasha Sinicky se sont séparés en 1955 et ont divorcé en 1958. Oleg est mort en 1960, à l'âge de 39 ans, après des années de consommation excessive d'alcool et de tabac, au cours desquelles il était fréquemment violent envers sa femme et parfois sa fille. Natasha a fait ses études à la Burwood Girls High School (où elle a d'abord été appelée Jennie, Eugenie étant jugée trop difficile à prononcer), à l'université de Sydney et au Sydney Teachers College.
En février 1968, elle épouse Paddy George, militant à plein temps du parti communiste d'Australie (PCA) et secrétaire d'État de la Nouvelle-Galles du Sud de l'Eureka Youth League (EYL), la section des jeunes du PCA, dont elle est également membre. Jennie George était enseignante dans le secondaire et membre actif du syndicat des enseignants.
Paddy George décède d'un cancer en juin 1980, à l'âge de 39 ans.

## Carrière
Elle est élue syndicaliste à plein temps auprès de la Fédération des enseignants de Nouvelle-Galles du Sud en 1973 et en est ensuite devenue secrétaire générale de 1980 à 1982 puis présidente de 1986 à 1989. 
En 1983, Jennie George devient la première femme élue à la direction de l'ACTU,. Elle accède à la vice-présidence en 1987, puis devient secrétaire adjointe en septembre 1991, avant d'être élue présidente en 1996. Elle quitte la présidence en mars 2000, laissant la place à une deuxième femme présidente, Sharan Burrow. Elle a été la première femme à occuper ce poste.
Elle a été directrice nationale adjointe de la Trade Union Training Authority (Autorité de formation syndicale) de 1989 à 1991 et membre du conseil d'administration de Delta Electricity de 2000 à 2001.
En novembre 1994, elle est soutenue comme candidate de la faction de gauche pour un siège au Sénat de l'État de Victoria. Lorsque la sénatrice de l'État de Victoria, Olive Zakharov, également membre de la gauche, est tuée dans un accident de la route en  mars 1995, on suppose que George sera nommée pour occuper le siège vacant. Cependant, des négociations entre factions ont abouti à l'attribution du siège à un membre de la faction de droite, Jacinta Collins. George a alors retiré sa candidature et n'a reconsidéré une carrière politique que de retour à Sydney après avoir quitté l'ACTU. Elle cherche à obtenir un soutien pour un siège dans l'une ou l'autre des chambres du Parlement de Nouvelle-Galles du Sud, mais sans succès. On lui propose alors de se présenter au siège fédéral de Throsby en Nouvelle-Galles du Sud en 2001.
Mme George a siégé au Comité permanent de la Chambre des représentants sur l'environnement et le patrimoine à partir du 20 mars 2002, au Comité permanent sur les services familiaux et communautaires du 20 mars 2002 au 31 août 2004 et au Comité permanent sur les services familiaux et humains à partir du 2 décembre 2004. Elle a été secrétaire parlementaire fantôme pour l'environnement et le patrimoine de 2004 à 2007.
Elle a pris sa retraite du Parlement lors des élections fédérales de 2010.
Contrairement à d'autres présidents de l'ACTU (notamment l'ancien Premier ministre Bob Hawke) qui ont été élus au Parlement fédéral, Mme George n'a pas occupé de poste ministériel au cours de sa carrière parlementaire fédérale.

## Hommages et récompenses
Elle a été nommée officier (AO) de l'Ordre d'Australie le 10 juin 2013.
Elle a été élue National Living Treasure (littéralement : Trésor national vivant).